# Baron Brimstone
Cet article possède un paronyme, voir Brimstone.
Le Baron Brimstone est un super-vilain créé par Marvel Comics. Il est apparu pour la première fois dans Machine Man #16.

## Origine
Le Baron Walter Theodoric vola le SolMac, un appareil émetteur de micro-ondes solaires, à la Chem-Solar Corporation, une société qui avait engagé Machine Man pour tester sa sécurité, dans le cadre d'une police d'assurance. 
Il chercha juste après à créer son propre gang criminel et recruta des voyous. L'un d'eux, Dawson, refusa de le servir et partit vendre ses informations à Pamela Quinn, l'agent d'assurance. Brimstone envoya ses deux lieutenants le tuer, et ces derniers kidnappèrent Pamela pour l'interroger. Machine Man réussit à retrouver leur trace et livra tous les criminels à la police.
Purgeant sa peine sur l'île de Ryker's, le Baron hypnotisa un garde, et il s'échappa avec l'Homme-sable. Malgré la présence de Spider-Man, le duo captura Pamela pour attirer Machine Man. Les super-héros affrontèrent les criminels dans la propriété de Brimstone et Baker fut battu.
Plus tard, Brimstone tenta de prendre une île de la Riviera de force. Mais son plan fut contrecarré par La Guêpe et le Paladin.
Dernièrement, Brimstone s'allia avec Orka, le Hibou, Whirlwind et Armadillo, pour battre les Fantastic Four. Mais ils furent défaits et emprisonnés.

## Pouvoirs
- Le Baron Brimstone utilise un harnais caché sous sa cape qui lui permet de se téléporter, ou d'envoyer des rafales magiques.
- Le harnais génère un champ de force personnel, suffisant pour dévier les balles de petit calibre.
- Il possède des connaissances en occulte et a déjà fait preuve de pouvoir magique mineur, comme la lévitation ou l'hypnotisme.
- Le harnais l'aide à entrer dans le Quasi-Univers, une dimension proche de celle de la Darkforce. Dans cette dimension, Brimstone peut créer des objets par simple concentration mentale.
- On l'a déjà vu utiliser des grenades soporifiques ou explosives.